# El Morro nationalmonument

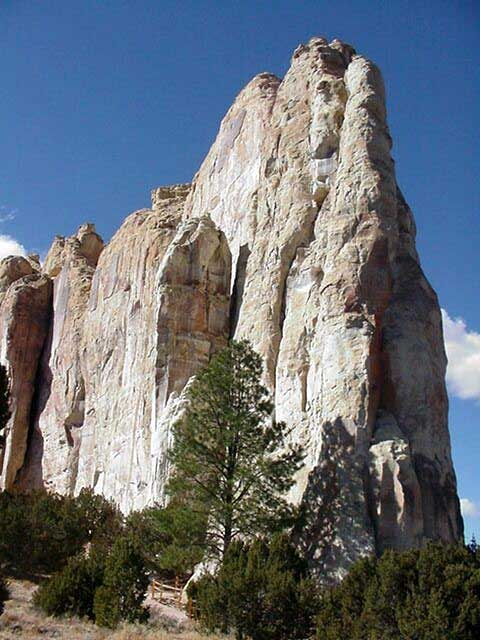
El Morro nationalmonument

El Morro nationalmonument ligger i delstaten New Mexico i USA. Här finns en pålitlig vattenkälla som resenärer under långa tider utnyttjat. Här finns över 2000 signaturer, datum, meddelanden och symboler från puebloindiander, spanjorer och tidiga pionjärer från hundratals år tillbaka i tiden.